# Матія Петар Катанчич
Матія Петар Катанчич (хорв. Matija Petar Katančić; 12 серпня 1750 — 24 травня 1825) — хорватський археолог, філолог, поет, нумізмат, історик часів Австрійської імперії.

## Життєпис
Син чоботаря. Народився 1750 року в Валпово (Славонія), отримавши ім'я Матія. Обрав для себе духовну кар'єру. Початкову освіту здобув у францисканців рідного міста. Продовжив навчання в освітніх закладах Пенча, Буди, Баї та Сегеду. В результаті вільно володів угорською, грецькою, німецькою, італійською, французькою мовами, латиною.
У віді став новіціатом францисканського ордену, а згодом його ченцем, взявши ім'я Петро (Петар). У 1772—1778 року навчався у богословській школі в Осієку. Тут спочатку отримав чин субдиякона, а потім його було висвячено на священника. У 1778—1779 роках в буді вивчав філософію, естетику й поетику. У 1779 році став професором гімназії в Осієці.
У 1788 році з початком онімечення навчання перебрався до Загребської архігімназії. Тут товаришував з одним з ідеологів хорватського культурного відродження єпископом Максиміліаном Врховачом.
1795 року стає професором археології, античної географії та нумізматики Пештського університету, а також куратором університетської бібліотеки. Втім вже 1800 року через слабке здоров'я пішов посади, оселився в францисканському монастирі в Буді. Тут займався наукою та перекладами. Помер 1825 року.

## Творчість
Усі свої наукові праці складав виключно латиною. Був першим хорватським археологом з повною наукової підготовкою. Його цікавили перш за все старовинні пам'ятки, написи і монети. Катанчич є автором праць з археології та історії римських містах у Паннонії, римські провінції в Подунав'ї. Разом з тим стверджував про спорідненість ілліріців та слов'ян, вказував на автохтоність хорватів, як прямих нащадків ілліріців.
Він також автор двох незавершених словників — семантико-етимологічного словника права та латино-хорватського етимологічного словника (Etymologicon illyricum).
Знаний як талановитий поет. Складав гімни у стилі Горація, вірші — у жанрі античної буколіки. Більшість з них, написаних латиною та штокавським діалектом хорватської мови, увійшли до збірки «Осінні плоди» (Fructus autumnales, 1791 рік). Є автором щодо просодії іллірійської мови («Brevis in prosodiam Illyricae linguae animadversio», 1791 рік), де аналізуються метричних зразки поезії, а сам автор виступає за застосування в хорватській поезії латинської метрики. Тут автор демонструє знання давньоримської та давньогрецької міфології й літератури. У 1817 році видав «Книга іллірійську поезію» («De poesi Illyrica libellus ad leges esteheticae precius»), де вперше аналізує хорватську літературу з точку зору естетики.
Важливим доробком є переклад хорватською мовою «Біблії» у 6 книгах (опубліковано 1831 року). Його написано штокавським діалектом хорватської мови.
Автор першого хорватського археологічного трактату «Dissertatio de columna milliaria», де аналізує розкопки античного міста поблизу Осієки.